# 代森
代森是德国莱茵兰-普法尔茨州的一个市镇。总面积3.39平方公里，总人口667人，其中男性340人，女性327人（2011年12月31日），人口密度197人/平方公里。